# مدخل ديكسون

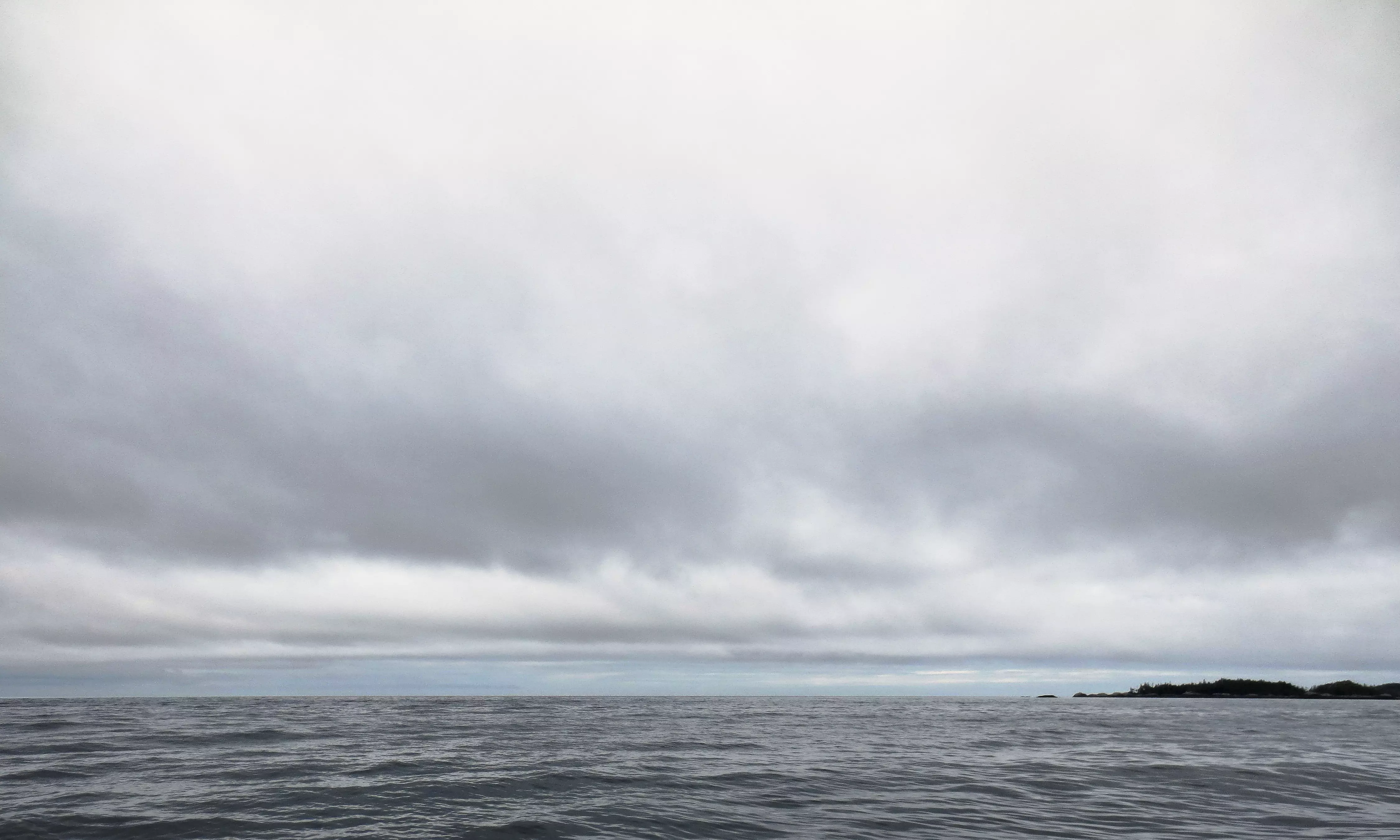
مدخل ديكسون من جزيرة بارون

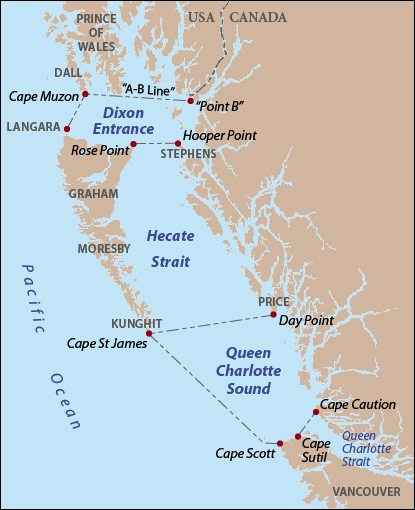
مدخل ديكسون كما تم تحديده بواسطة الأسماء الجغرافية في كولومبيا البريطانية و"الخط A–B" المتنازع عليه، بالإضافة إلى مضيق هيكات، تشير النقاط الحمراء إلى الرؤوس والنقاط، بينما يشير النص الرمادي إلى أسماء الجزر. تتبع الحدود الدولية بين كندا والولايات المتحدة مدخل بورتلاند إلى "النقطة B".

مدخل ديكسون (بالفرنسية: Entrée Dixon) هو مضيق يبلغ طوله وعرضه حوالي 80 كيلومتر (50 ميل) يقع في المحيط الهادئ على الحدود بين كندا والولايات المتحدة، بين ولاية ألاسكا الأمريكية ومقاطعة كولومبيا البريطانية في كندا. يعد مدخل ديكسون جزءًا من طريق الشحن الداخلي للممر. وهي تشكل جزءًا من الحدود البحرية بين الولايات المتحدة وكندا، على الرغم من أن موقع تلك الحدود متنازع عليه.

## التسمية
أطلق جوزيف بانكس اسم المضيق على اسم الكابتن جورج ديكسون، ضابط البحرية الملكية وتاجر الفراء البحري والمستكشف الذي قام بمسح المنطقة في عام 1787.

## جغرافيا
يقع مدخل ديكسون بين مضيق كلارنس في أرخبيل ألكسندر في ألاسكا شمالًا، ومضيق هيكات والجزر المعروفة باسم هايدا جواي (جزر الملكة شارلوت) في كولومبيا البريطانية جنوبًا. جزيرة برينس أوف ويلز بألاسكا، هي أكبر جزر ألاسكا وتقع على الجانب الشمالي من المدخل؛ تحتل قبيلة هايدا هذه الجزيرة. تحتفظ قبيلة هايدا بحرية الوصول عبر المضيق.

## النزاع الحدودي
تم ترسيم ما يسمى بالخط "A–B" (حوالي 54°40'N)، والذي يمثل الحدود الشمالية لمدخل ديكسون، من قبل محكمة تحكيم أنشأتها معاهدة حدود ألاسكا لعام 1903. يبقى معنى الخط محل نزاع بين كندا والولايات المتحدة. تدعي كندا أن الخط هو الحدود البحرية الدولية، بينما ترى الولايات المتحدة أن الغرض منه كان فقط تحديد الكتل البرية التابعة لكل دولة. ومن ثم فإن الولايات المتحدة لا تعترف بالخط "A–B" باعتباره حدودًا رسمية (لتحكم على سبيل المثال موارد قاع البحر أو حقوق الصيد). في عام 1977 حددت الولايات المتحدة الحدود البحرية على أنها خط متساوي البعد بين الكتل الأرضية.
يتقاطع الخطان الحدوديان المختلفان لإنشاء أربع مناطق مائية منفصلة ذات حالة مطالبة مختلفة. ويطالب كلا البلدين بالمنطقتين جنوب الخط "A–B" (بمساحة حوالي 2789 كم2 ومساحة 51.5 كم2). وتقع المنطقتان المائيتان الأخريان شمال الخط "A–B" ولا يطالب بهما أي من البلدين. تبلغ مساحة المنطقتين غير المطالب بهما حوالي 72 كيلومتر مربع و1.4 كيلومتر مربع.
بالإضافة إلى ذلك، فإن صخور نونيز عبارة عن ارتفاع عند انخفاض المد (LTE) تقع جنوب الخط "A–B"، وتحيط بها المنطقة البحرية التي تطالب بها الولايات المتحدة. لم تصادق الولايات المتحدة على معاهدة قانون البحار، على الرغم من التزامها بمعظم مبادئها كقانون دولي عرفي. وبموجب المعاهدة، يمكن استخدام شبكات LTE كنقاط أساس للبحر الإقليمي، وتستخدم الولايات المتحدة صخور نونيز كنقطة أساس. ولكن باعتبارها دولة غير موقعة، لا يوجد ما يمنع الولايات المتحدة من المطالبة بمناطق خارج نطاق معاهدة قانون البحار. وتظل الحقيقة هي أن المنطقة الواقعة فوق الماء والتي تعتبرها كندا كندية، لنحو نصف كل يوم، تكون محاطة بمنطقة بحرية أعلنت الولايات المتحدة أنها أمريكية.
لا تزال نزاعات الصيد الإقليمية بين الدول قائمة حتى اليوم، حيث لم توافق الولايات المتحدة أبدًا على الخط "A-B" كحدود رسمية على خرائطها الحكومية.

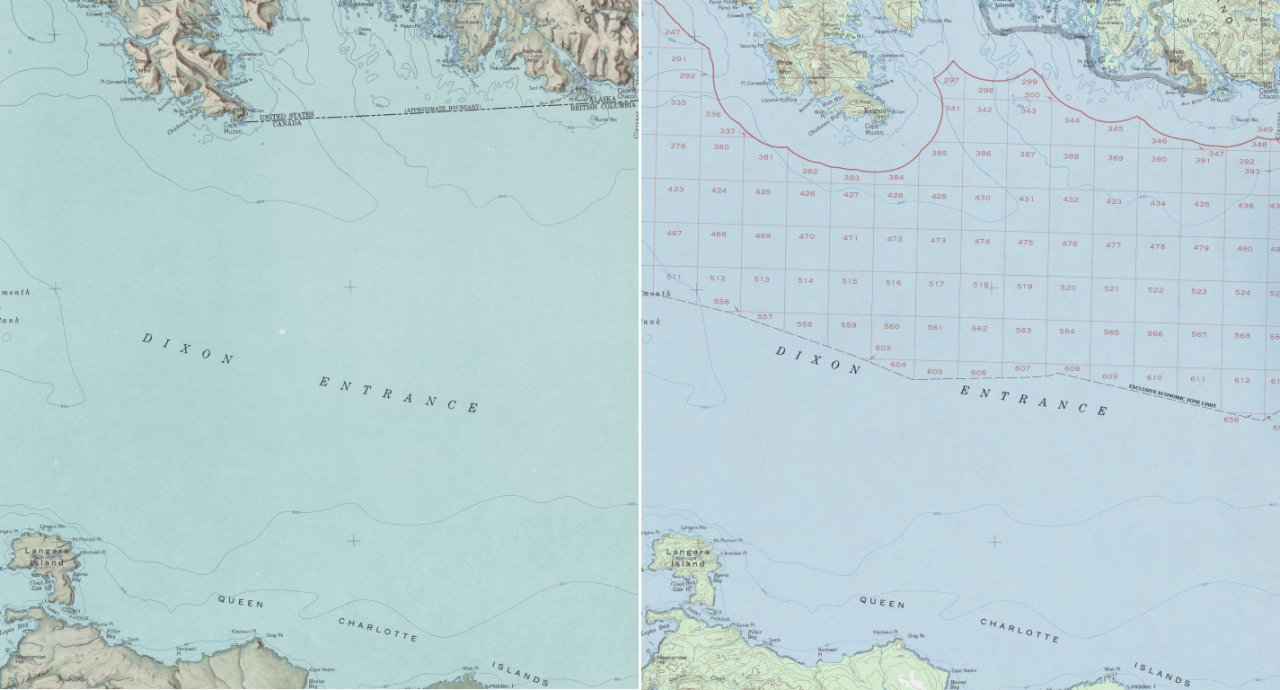
خرائط مدخل ديكسون تظهر الخط A–B لعام 1903 على اليسار الحدود التي تطالب بها الولايات المتحدة حاليًا. على اليمين خط أسود متقطع بالقرب من "مدخل ديكسون"